# NCAA Division I Tennis Championships 2017
Bei den NCAA Division I Tennis Championships wurden 2017 die Meister im US-amerikanischen College Tennis ermittelt. Das Turnier startete mit den Erstrundenspielen der Mannschaftskonkurrenz am 12. Mai und ging am 29. Mai mit den Endspielen im Einzel und Doppel zu Ende.
Schauplatz des Turniers war der Dan Magill Tennis Complex in Athens, Georgia.

## Herrenmannschaftsmeisterschaften
| Nr. | Spieler     | Erreichte Runde |
| --- | ----------- | --------------- |
| 01. | Wake Forest | Viertelfinale   |
| 02. | Virginia    | Sieg            |
| 03. | Ohio State  | Halbfinale      |
| 04. | USC         | Achtelfinale    |
| 05. | UCLA        | Viertelfinale   |
| 06. | TCU         | Viertelfinale   |
| 07. | Baylor      | Achtelfinale    |
| 08. | California  | Achtelfinale    |

| Nr. | Spieler        | Erreichte Runde |
| --- | -------------- | --------------- |
| 09. | North Carolina | Finale          |
| 10. | Texas          | Viertelfinale   |
| 11. | Oklahoma State | 2. Runde        |
| 12. | Texas A&M      | Achtelfinale    |
| 13. | Georgia        | Halbfinale      |
| 14. | Oklahoma       | Achtelfinale    |
| 15. | Florida        | Achtelfinale    |
| 16. | Stanford       | Achtelfinale    |

## Herreneinzel

### Setzliste
| Nr. | Spieler             | Erreichte Runde |
| --- | ------------------- | --------------- |
| 1.  | Mikael Torpegaard   | Achtelfinale    |
| 2.  | Nuno Borges         | Halbfinale      |
| 3.  | Petros Chrysochos   | Achtelfinale    |
| 4.  | Arthur Rinderknech  | 1. Runde        |
| 5.  | Christopher Eubanks | Viertelfinale   |
| 6.  | Alfredo Perez       | Achtelfinale    |
| 7.  | Hugo Di Feo         | 1. Runde        |
| 8.  | Tom Fawcett         | Halbfinale      |

| Nr.    | Spieler              | Erreichte Runde |
| ------ | -------------------- | --------------- |
| 9.–16. | Juan Benítez         | 1. Runde        |
| 9.–16. | William Blumberg     | Finale          |
| 9.–16. | William Bushamuka    | Achtelfinale    |
| 9.–16. | Thai-Son Kwiatkowski | Sieg            |
| 9.–16. | Florian Lakat        | Achtelfinale    |
| 9.–16. | Skander Mansouri     | Viertelfinale   |
| 9.–16. | Michael Redlicki     | 2. Runde        |
| 9.–16. | Constantin Schmitz   | 1. Runde        |

## Herrendoppel

### Setzliste
| Nr. | Paarung                             | Erreichte Runde |
| --- | ----------------------------------- | --------------- |
| 1.  | Robert Loeb Jan Zieliński           | Finale          |
| 2.  | Martin Redlicki Evan Zhu            | Viertelfinale   |
| 3.  | Johannes Ingildsen Alfredo Perez    | Achtelfinale    |
| 4.  | Skander Mansouri Christian Seraphim | Halbfinale      |

| Nr.   | Paarung                              | Erreichte Runde |
| ----- | ------------------------------------ | --------------- |
| 5.–8. | A.J. Catanzariti Arthur Rinderknech  | 1. Runde        |
| 5.–8. | Filip Bergevi Florian Lakat          | Achtelfinale    |
| 5.–8. | Julian Cash Arjun Kadhe              | Achtelfinale    |
| 5.–8. | Michael Redlicki José Salazar Martín | Achtelfinale    |

## Damenmannschaftsmeisterschaften
| Nr. | Spieler        | Erreichte Runde |
| --- | -------------- | --------------- |
| 01. | Florida        | Sieg            |
| 02. | North Carolina | Viertelfinale   |
| 03. | Ohio State     | Halbfinale      |
| 04. | Vanderbilt     | Halbfinale      |
| 05. | Georgia        | Achtelfinale    |
| 06. | Texas Tech     | Viertelfinale   |
| 07. | Stanford       | Finale          |
| 08. | Georgia Tech   | Achtelfinale    |

| Nr. | Spieler        | Erreichte Runde |
| --- | -------------- | --------------- |
| 09. | Oklahoma State | Viertelfinale   |
| 10. | Michigan       | Achtelfinale    |
| 11. | Auburn         | Achtelfinale    |
| 12. | Pepperdine     | Viertelfinale   |
| 13. | California     | Achtelfinale    |
| 14. | South Carolina | Achtelfinale    |
| 15. | Duke           | Achtelfinale    |
| 16. | Baylor         | 2. Runde        |

## Dameneinzel
| Nr. | Spieler              | Erreichte Runde |
| --- | -------------------- | --------------- |
| 1.  | Francesca Di Lorenzo | 1. Runde        |
| 2.  | Hayley Carter        | 1. Runde        |
| 3.  | Astra Sharma         | Rückzug         |
| 4.  | Ena Shibahara        | Achtelfinale    |
| 5.  | Blair Shankle        | Achtelfinale    |
| 6.  | Belinda Woolcock     | Finale          |
| 7.  | Lee Hua-chen         | 1. Runde        |
| 8.  | Viktoriya Lushkova   | 2. Runde        |

| Nr.    | Spieler         | Erreichte Runde |
| ------ | --------------- | --------------- |
| 9.–16. | Sydney Campbell | Halbfinale      |
| 9.–16. | Jade Lewis      | 2. Runde        |
| 9.–16. | Rachel Pierson  | 1. Runde        |
| 9.–16. | Ellen Perez     | Achtelfinale    |
| 9.–16. | Karla Popovic   | Achtelfinale    |
| 9.–16. | Erin Routliffe  | 1. Runde        |
| 9.–16. | Luisa Stefani   | 1. Runde        |
| 9.–16. | Gabriela Talaba | 2. Runde        |

## Damendoppel
| Nr. | Paarung                       | Erreichte Runde |
| --- | ----------------------------- | --------------- |
| 1.  | Astra Sharma Emily Smith      | Rückzug         |
| 2.  | Lee Hua-chen Lisa Marie Rioux | 1. Runde        |
| 3.  | Mami Adachi Aldila Sutjiadi   | Viertelfinale   |
| 4.  | Jessie Aney Hayley Carter     | 1. Runde        |

| Nr.   | Paarung                       | Erreichte Runde |
| ----- | ----------------------------- | --------------- |
| 5.–8. | Rutuja Bhosale Rachel Pierson | Achtelfinale    |
| 5.–8. | Caroline Brinson Ellen Perez  | 1. Runde        |
| 5.–8. | Christine Maddox Mayar Sherif | 1. Runde        |
| 5.–8. | Maddie Pothoff Erin Routliffe | Finale          |